# Singin' with Feelin'
| Recensione | Giudizio |
| ---------- | -------- |
| AllMusic   | [ 1 ]    |

Singin' with Feelin' è un album discografico della cantante country statunitense Loretta Lynn, pubblicato dalla casa discografica Decca Records nell'ottobre del 1967.

## Tracce

### LP
Lato A
1. Bargain Basement Dress – 1:45 (Loretta Lynn) – Registrato il 19 aprile 1967 al Bradley's Barn di Mount Juliet, Tennessee
2. Dark Moon – 2:44 (Ned Miller) – Registrato il 19 aprile 1967 al Bradley's Barn di Mount Juliet, Tennessee
3. If Loneliness Can Kill Me – 2:25 (Billy Henson) – Registrato il 5 ottobre 1966 al Bradley's Barn di Mount Juliet, Tennessee
4. It's Such a Pretty World Today – 2:10 (Dale Noa) – Registrato il 19 aprile 1967 al Bradley's Barn di Mount Juliet, Tennessee
5. Wanted Woman – 2:57 (Teddy Wilburn) – Registrato il 5 ottobre 1966 al Bradley's Barn di Mount Juliet, Tennessee
6. Slowly Killing Me – 2:24 (Loretta Lynn) – Registrato il 20 aprile 1967 al Bradley's Barn di Mount Juliet, Tennessee

Lato B
1. Secret Love – 2:47 (Paul Francis Webster, Sammy Fain) – Registrato il 20 aprile 1967 al Bradley's Barn di Mount Juliet, Tennessee
2. I'll Sure Come a Long Way Down – 2:24 (Loretta Lynn, Maggie Vaughn) – Registrato il 18 gennaio 1967 al Bradley's Barn di Mount Juliet, Tennessee
3. Walk Through This World with Me – 2:24 (Sandra Seamons, Kay Savage) – Registrato il 19 aprile 1967 al Bradley's Barn di Mount Juliet, Tennessee
4. If You're Not Gone Too Long – 2:36 (Wanda Ballman) – Registrato il 18 gennaio 1967 al Bradley's Barn di Mount Juliet, Tennessee
5. What Now? – 2:15 (Frank B. Jones, Jackie L. Hobbs) – Registrato il 18 gennaio 1967 al Bradley's Barn di Mount Juliet, Tennessee
6. A Place to Hide and Cry – 2:12 (Doyle Wilburn) – Registrato il 16 luglio 1966 al Bradley's Barn di Mount Juliet, Tennessee

## Musicisti
Bargain Basement Dress / Dark Moon / It's Such a Pretty World Today / Walk Through This World with Me
- Loretta Lynn - voce
- (probabile) Grady Martin - chitarra elettrica solista
- (probabile) Hal Rugg - chitarra steel
- (probabile) Floyd Cramer - piano
- (probabile) Harold Bradley - basso
- (probabile) Joe Zinkan - contrabbasso
- (probabile) Buddy Harman - batteria
- (probabile) The Jordanaires (gruppo vocale) - accompagnamento vocale, cori
- Owen Bradley - produttore

If Loneliness Can Kill Me / Wanted Woman
- Loretta Lynn - voce
- Grady Martin - chitarra elettrica solista
- Johnny Russell - chitarra
- Hal Rugg - chitarra steel
- Floyd Cramer - piano
- Harold Bradley - basso elettrico
- Junior Huskey - contrabbasso
- Buddy Harman - batteria
- The Jordanaires (gruppo vocale) - cori
- Owen Bradley - produttore

Slowly Killing Me / Secret Love
- Loretta Lynn - voce
- Grady Martin - chitarra elettrica solista
- Ray Edenton - chitarra acustica
- Hal Rugg - chitarra steel
- Floyd Cramer - piano
- Harold Bradley - basso elettrico
- Junior Huskey - contrabbasso
- Buddy Harman - batteria
- The Jordanaires (gruppo vocale) - cori
- Owen Bradley - produttore

I'll Sure Come a Long Way Down / If You're Not Gone Too Long / What Now?
- Loretta Lynn - voce
- Grady Martin - chitarra elettrica solista
- Hal Rugg - chitarra steel
- Floyd Cramer - piano
- Harold Bradley - basso elettrico
- Joe Zinkan - contrabbasso
- Buddy Harman - batteria
- The Jordanaires (gruppo vocale) - cori
- Owen Bradley - produttore

A Place to Hide and Cry
- Loretta Lynn - voce
- Grady Martin - chitarra elettrica solista
- Fred Carter - chitarra elettrica
- Jerry Reed - chitarra
- Hal Rugg - chitarra steel
- Floyd Cramer - piano
- Harold Bradley - basso elettrico
- Junior Huskey - contrabbasso
- Buddy Harman - batteria
- (probabile) The Jordanaires (gruppo vocale) - cori
- Owen Bradley - produttore[4]

## Classifica
Album
| Anno | Classifica         | Posizione raggiunta |
| ---- | ------------------ | ------------------- |
| 1968 | Top Country Albums | 3                   |

Singoli
| Anno | Titolo del brano            | Classifica        | Posizione raggiunta |
| ---- | --------------------------- | ----------------- | ------------------- |
| 1967 | If You're Not Gone Too Long | Hot Country Songs | 7                   |